# Don Mills (métro de Toronto)
Pour les articles homonymes, voir Don Mills.
Don Mills est une station de la ligne Sheppard du métro de Toronto, au Canada. Elle se situe au numéro 1700 de Sheppard Avenue (en), à hauteur de Don Mills Road.

## Histoire
La station est mise en service le 24 novembre 2002, date de l'ouverture de la ligne Sheppard entre les stations Sheppard-Yonge et celle-ci. C'est le groupe Stevens Group Architects qui a conçu les plans de la station. Celle-ci possède deux œuvres d'art public créé par l'artiste torontois, Stephen Cruise.
La fréquentation moyenne pour l'année 2010 est de 31 500 personnes par jour.

## Services aux voyageurs

### Desserte

titre
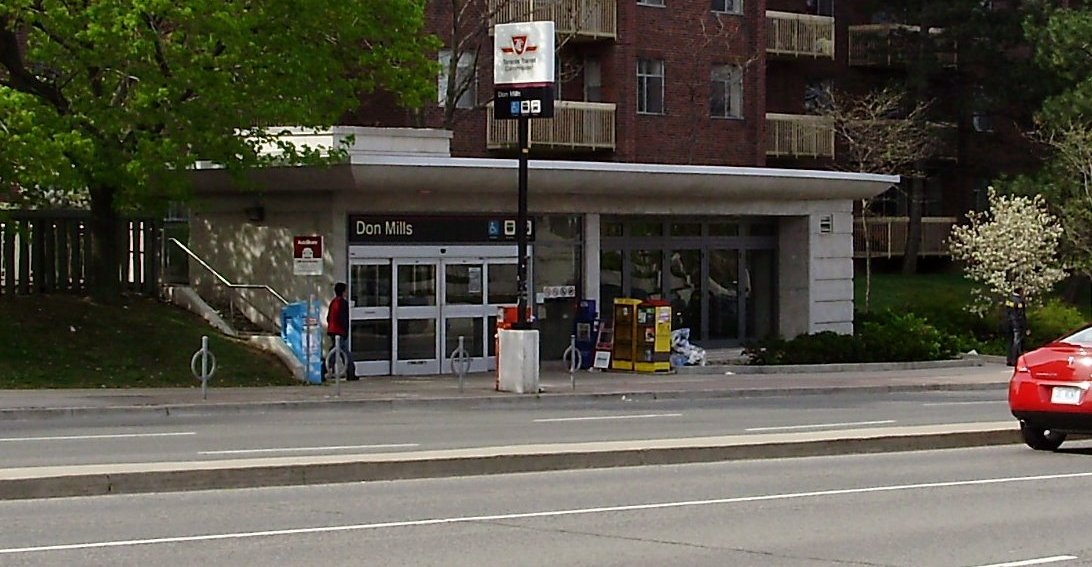
Entrée du sud.
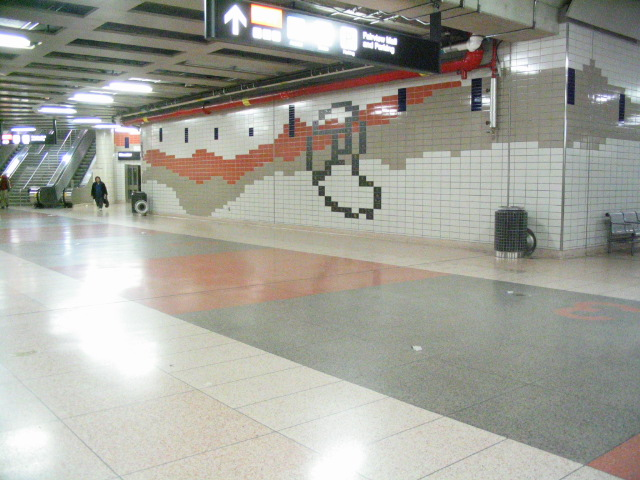
Intérieur.